# ヤマハ・YZF-R3
YZF-R3（ワイゼットエフ アール・スリー）は、ヤマハ発動機がインドネシアの現地法人であるPT. Yamaha Indonesia Motor Manufacturing（YIMM）で製造販売している320ccのオートバイである。

## 歴史
2014年10月に、北米で発売することを発表。開発コンセプトは「YZF-R25」と同様“毎日乗れるスーパーバイク”で、主な特徴は1）高性能かつ扱いやすい2気筒エンジン、2）マス集中を図った軽量ボディ、3）YZF-Rシリーズを継承するボディデザイン。
日本国内では、2014年の12月に軽二輪（250cc）クラスのYZF-R25が登場済みで、その排気量拡大版として登場したが、実際にはYZF-R3のほうが、世界市場に向けたグローバルモデルという位置付けだった。また日本ではR25 & R3の両モデルが販売されているが他のマーケットではR25/R3のいずれかのみが販売されている。R3に限っては250ccの排気量規制がない北欧向が主戦場となり、例えば欧州ではエンジンのボアだけを変更したバイクの販売が禁止されていることもあり、R3のみが販売されている。
2019年に大幅なアップデートが行われ、コンセプトも「毎日乗れるスーパースポーツ」から「Ride the“R”Anytime」に変更されており、よりRシリーズを意識させて日常とRシリーズを繋げていくモデルとして販売されている。
R25と比較すると大きな価格差が無く、排気量が71cc アップし、馬力とトルクも増えた上で2018年以降のモデルではR25よりも燃費が良いというメリットがR3にはある反面、排気量が320ccとなり「小型二輪車」に該当することから車検を受ける必要があり、購入後の維持に余計な手間やコストが掛かることは注意しておく必要がある。（R25については排気量が249cc となり「軽二輪車」として扱われるため、車検が必要ではない。）

## モデル一覧

### RH07J (2015年-2017年)
B02型（2015年-2017年）
YZF-R3の日本仕様はYZF-R3 ABSとして2015年4月20日より発売。これはR25と異なり、R3としてはABS仕様のみが用意されており、ABS非搭載仕様の設定はないため。
スタイリングは、前年デビューのR25とデザインが共通となり、外観でパッと見分けられる点としては、ヒールガードの穴開け加工の有無になる。（R3は穴なし、R25は穴あり）これはR25では250ccエンジンならではの細かいバイブレーションが発生しており、穴開け加工によって解消していたが、R3にはその必要がなかったため穴が開いていない。フロントのヘッドライトはハロゲンバルブとなっており、ロービーム時は片方のライトが点灯し（車体を前から見て右側のライト）、ハイビーム時にもう片方（車体を前から見て左側）が点灯。テールライトにはLEDが採用されていた。
エンジンについてはR25のものをベースにボアアップし（ストロークは同じ）、排気量を320cc まで上げている。R25と比較すると回せる回転数が下がり、高回転の伸び感がなくなったが、逆に言うと1段高いギヤでもスロットルのオンオフによって走行できるようにになり、余裕を持ったライディングができるようになった。またエンジンの排気量変更に伴い、6段リターンのギア比が異なっている。
メーターについてはアナログタコメーター＋多機能液晶というレイアウトになっており、レッドラインは11,500回転と、R25より1,500回転ほど低く設定されている。

### RH13J (2018年-2021年）
BR5型（2018年）
2018年モデルは外観こそ先代のRH07Jと同じだが、認定型式が「RH13J」に変更されたモデルとなった。これは平成28年排出ガス規制に適合するためのもので、燃焼機関のアップデートにより燃費性能は大きく向上しており、車両重量もわずかに増えていた。
B7P型（2019年-2021年）
2018年10月12日にアメリカ・ラスベガスで開幕するAIMエキスポに先駆けて、ヤマハが正式発表。2019年モデルはフロント周りのデザイン、足回り、ハンドル周りに大幅なアップデートが行われたモデルとなり、通称型式も「B7P」に変更されている。
デザインではカウルを一新。YZR-M1やYZF-R1に通じるイメージを取り入れたクロスレイヤード構造の新型カウルに変更。ラムエア機能こそ備えていないが、M字型ダクトを通じ走行風がラジエーターに送り込まれ、冷却性向上に寄与。タンクについても形状を変更しており、サーキットの直線で前傾姿勢を取りやすくするためタンクトップ位置を20mm下げ（従来比）、旋回時のニーグリップ性を向上するためタンクの左右最大幅も31.4mm広がっており、タンク全体を覆っているプラスチック製のカバーもR1/R6をイメージさせる側面にスリットの入ったものに変更されている。またメーターは、従来のアナログタコメーター＋多機能液晶という構成から、R1よりも機能は少なくモノクロではあるが新開発の視認性の高いフル液晶ディスプレイに変更。
ヘッドライトについてもLED化されており、ロービーム＆ハイビームともに両眼点灯式に変更。本来であればRシリーズに日常を近づけるという意味ではR1/R6にイメージを寄せた上で小型化を狙うところだが、デリバリーされるのが先進国ばかりではなく、暗い夜間の道路環境に対応する必要があることから配光を考慮した上で高い視認性を確保できるサイズのユニットが装備されている。
サスペンションではφ41mm正立式→φ37mm倒立式のフロントフォークに変更し、CBR250RRと同じスペックとなり、倒立式に変更した事により向上した剛性を大胆な肉抜きが施されたアルミ製アッパーブラケットにより逃げを作りハンドリングのバランスが調整がされている。ハンドル自体もトップブリッジ下に低くマウントされるようになったことで、グリップ位置が22mm低くなった。またこのモデルよりYFZ-R3は、前後のタイヤがバイアスからラジアルに変更されている。

### RH21J (2022年-）
2022年6月にWGP参戦60周年を記念した特別モデル、「YZF-R3 ABS WGP 60th Anniversary」を240台で限定発売。
デザイン面では前後のウィンカーがLED化されたのが変更点。
重量が1kg軽くなったほか、エンジンも平成32年排ガス規制に対応版のH406Eが搭載されており、トルクが向上し燃費も0.3km/L改善された。
クイックシフター（アップのみ）もこのモデルからオプションで用意された。